# 假九眼菊
假九眼菊（学名：Olgaea roborowskyi）为菊科蝟菊属的植物，为中国的特有植物。分布在中国大陆的新疆等地，生长于海拔2,730米的地区，一般生长在干旱河谷或石滩，目前尚未由人工引种栽培。